# Liechtenstein aux Jeux olympiques d'hiver de 1976
Le Liechtenstein participe aux Jeux olympiques d'hiver de 1976, organisés à Innsbruck en Autriche. Cette nation prend part aux Jeux olympiques d'hiver pour la huitième fois de son histoire. La délégation liechtensteinoise formée de 9 athlètes (6 hommes et 3 femmes) remporte deux médailles de bronze, les premières de son histoire aux Jeux olympiques. Elle se classe au 14e rang du tableau des médailles.

## Médaillés
| Médaille                            | Nom            | Discipline | Épreuve       |
| ----------------------------------- | -------------- | ---------- | ------------- |
| Médaille de bronze, Jeux olympiques | Willi Frommelt | Ski alpin  | Slalom hommes |
| Médaille de bronze, Jeux olympiques | Hanni Wenzel   | Ski alpin  | Slalom femmes |